# فيصل بن عبد العزيز الحجيلان
فيصل بن عبد العزيز عبد الرحمن الحجيلان وزير ودبلوماسي سعودي، من مواليد مدينة جدة عام 1348هـ (1929م). تولّى منصب وزير الصحة السعودي خلال الفترة من 1404هـ إلى 1416هـ، كما عين سفيراً للمملكة العربية السعودية في عدد من الدول كأسبانيا والأرجنتين والولايات المتحدة الأمريكية وفرنسا.

## النشأة والتعليم
ولد الحجيلان في مدينة جدة عام 1929، ابناً لعائلة نجدية من مدينة بريدة في إقليم القصيم بوسط نجد. التحق بجامعة فؤاد الأول في القاهرة عام 1947، بعد إتمام دراسته الأولية في مدرسة البعثات بمكة المكرمة، وتخرج عام 1371هـ (1951) حاملاً «ليسانس» الحقوق. وبعد عودته إلى السعودية، التحق عام 1952 بالعمل في وزارة الخارجية، التي كان يحمل حقيبتها آنذاك نائب الملك في الحجاز الأمير فيصل بن عبد العزيز آل سعود.

## الحياة العملية
التحق بوزارة الخارجية بوظيفة ملحق عام 1372هـ، وعمل في كل من الديوان العام للوزارة، والسفارات السعودية في كل من واشنطن ومدريد وبيونس أيرس وكراكاس، تدرج في السلك الدبلوماسي فوصل إلى سكرتير ثاني عام 1374هـ، ثم سكرتير أول عام 1378هـ، ثم نقل إلى الأمانة العامة لمجلس الوزراء مستشارا للملك سعود عام 1380هـ.
عُيّن سفيرًا للسعودية في إسبانيا سنة 1961 وبقي في سفيرًا حتى 1969، ثم عُيّن سفيرًا كذلك لدى فنزويلا والأرجنتين، ثم نُقل مجدداً في عام 1976 إلى العاصمتين البريطانية والدنماركية كسفيرٍ مقيمٍ في الأولى وغير مقيمٍ في الثانية. بعد ذلك، تم تعيينه سفيراً لدى الولايات المتحدة في عام 1979، خلفاً للسفير الشيخ عبد الله علي رضا، الذي كان يشغل المنصب منذ 1975، وانتهت مهامه الدبلوماسية في واشنطن في 1983.
عُيّن بعد عودته للمملكة، وزيراً للدولة وعضواً في مجلس الوزراء، ثم توّلى وزارة الصحة خلال الفترة من 1985 إلى 1995، خلفًا للوزير السابق غازي القصيبي. بعد انتهاء عمله في وزارة الصحة، ترأس مجلس إدارة جمعية الهلال الأحمر السعودي، وعين مندوبًا مفوضًا على مستشفى الملك فيصل التخصصي، ومستشفى الملك خالد التخصصي، كما ترأس جمعية مكافحة التدخين.

## الأوسمة
- وسام الملك عبد العزيز من الدرجة الممتازة.
- وشاح الملك عبد العزيز.
- وسام غراند كروز، ووسام إيزابيلا لاكاتوليكا من إسبانيا.
- وسام مايوغراند من الارجنتين.
- وسام الفارس للإمبراطورية البريطانية من بريطانيا.
- وسام ريوبراتكو من البرازيل.
- وسام لوبير أنادو ووسام أوفيسيال من فنزويلا.

## وفاته
توفي فيصل الحجيلان يوم الأربعاء التاسع من يناير 2019 في العاصمة اللبنانية بيروت.